# Yael Dowker

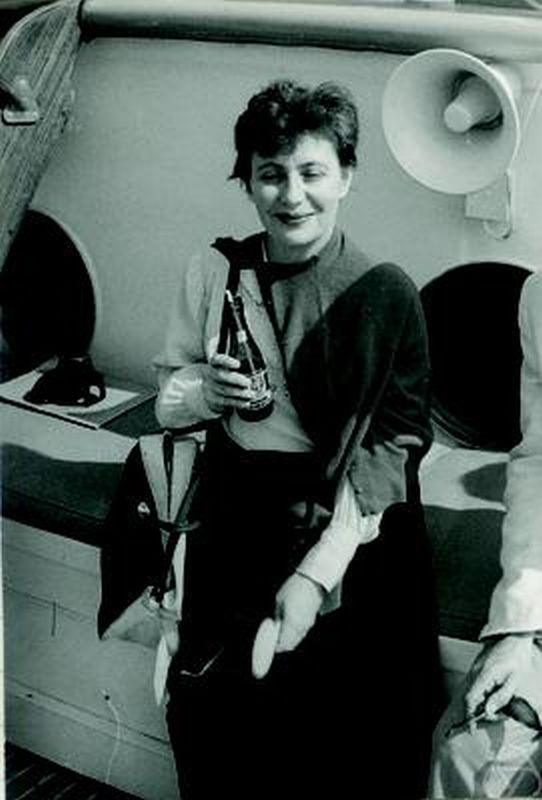
Yael Dowker, New Orleans 1961

Yael Naim Dowker (hebräisch יעל נעים דאוקֶר; * als Yael Naim 1919 in Tel Aviv; † Januar 2016)  war eine israelische Mathematikerin.
Dowker wurde 1948 bei Witold Hurewicz am Radcliffe College promoviert (The ergodic theorems and invariant measure) und war als Post-Doktorandin 1948/1949 am Institute for Advanced Study. Sie ging mit ihrem Mann 1951 nach England, wo sie zunächst an der University of Manchester war und später Professorin am Imperial College London.
Sie befasste sich mit Maßtheorie und Ergodentheorie. Sie veröffentlichte mit Paul Erdős.
Sie war seit 1944 mit Clifford Hugh Dowker verheiratet.
Zu ihren Doktoranden gehörte William Parry.

## Schriften
- Finite and {\displaystyle \sigma }-finite measures, Annals of Mathematics, Band 54, 1951, S. 595–608
- Invariant measure and the ergodic theorems, Duke Math. J. 14 (1947), 1051–1061